# サザエ
サザエ（栄螺、拳螺、学名：Turbo sazae）は、腹足綱古腹足目リュウテン科（別名：リュウテンサザエ科、サザエ科）に分類される巻貝の一種。日本では代表的な食用貝類の一種で、サザエの壺焼きなどでよく知られる。棘のある殻が特徴的であるため各種の意匠や比喩などに利用されてきたが、個体によって棘のないものもある。小型のものは近縁種のナンカイサザエと同様に「姫さざえ」などの名で市場に出回ることもあるが、「ヒメサザエ」という種があるわけではない。なお、長く知られてきた種であるが、後述のように近年になって新種記載された。

## 分布
本種の主な分布は、日本海沿岸では北海道南部から九州、太平洋沿岸では千葉県から奄美大島までとなっており、薩南諸島（ 南西諸島のうち種子島から与論島までの鹿児島県に属する島々）以南では分布が非常に少ない。

## 形態
殻は大型で、殻高、殻径ともに10cm以上になる。殻に棘があるものと無いものがあり、それぞれ有棘型、無棘型と呼ばれるが、棘の発達の度合いは色々あり、成長の途中から棘が出たり、あるいは消失したりする場合もある。棘の発達した外海の個体を水流のない水槽などに移して飼育すると、その後は多くの個体で棘を形成しなくなり、逆に棘の発達しない個体を外海に放流すると棘を形成することが知られている。このため、かつては「波の荒い外海に棲む個体は流されるのを防ぐために棘を形成し、波の荒くない内海ではその必要が無いため棘無しになる」という説があった。しかし、実際には波の荒い地域であってもトゲ無しの個体が確認され、またその逆の場合も存在し、飼育実験でも個体によっては棘の有無と水流とが合致しない例もあることから、棘の有無には環境要因と遺伝的要因の両方が関与しているのではないかと考えられるようになった。
体の表面には黒褐色の細かい線状の斑紋が多くあるため、全体に黒っぽい。頭部には1対の触角があり、その基部近くの外側には眼が、内側には眉毛のような肉質のひさしがある。足は筋肉質でよく発達しており、蹠面（せきめん：足の裏面）は黄土色 - 橙色。全体が縦の溝で左右2つに分かれていて、これを左右交互に動かしながら前進する。足の後方背面には厚い石灰質の蓋を持つ。本来の蓋は、裏側に見える褐色で緩やかな螺旋状を呈するクチクラ質のもので、その表面に二次的に炭酸カルシウムが沈着しているのである。この石灰質の表面に緩やかな渦巻き状のウネと多数の細かい棘 - イボ状突起があるのがサザエの特徴である。サザエ類の蓋の彫刻は種によって異なることが多く、従来より属の分類などにも用いられてきたが、やや人為分類的なきらいもある。
雌雄異体であるが、殻や軟体の外見からは区別できない。成熟した個体では生殖腺の色が異なり、雌が深緑色、雄がクリーム色であるが、生殖腺は殻の最奥部に位置するため通常は観察できない。現在知られている唯一の直接観察の方法は、内部の生殖腺の色が透けて見える程度に殻頂付近の殻表面を削る方法であるが、観察個体を傷つける可能性もあり、個体数が多い場合は手数がかかるため、養殖施設などでの実用にはあまり向かない。

## 生態
寿命は7年から8年程度とされている。産卵期は20℃以上となる8月頃からである。
受精後3日から4日は浮遊して生活し、殻高0.3ミリメートル前後で水深3メートルほどの海底に着底する。潮間帯から水深30m程度までの岩礁に生息し、稚貝は浅い場所に生息しており、成長とともに深所に生息する傾向がある。夜行性で、ツルアラメ、コンブ、ホンダワラ類、アナアオサなどが生育する岩盤や転石地帯を生息域とする。
夜になると岩礁を動き回り、海藻を歯舌で削り取って食べる。幼貝のうちはイトマキヒトデやイボニシ、カニ類などに捕食され、成貝の敵はヒトの他にコブダイ、ネコザメ（別名：サザエ割り）、タコなどである。
生息可能な下限水温は6～7℃、成長可能な水温は12℃～30℃である。

## 分類
本種は中国沿岸に分布するナンカイサザエ（Turbo cornutus）と区別されるようになった（詳細は#学名参照）。遺伝学的集団解析では日本海 - 東シナ海沿岸で多数を占めるハプロタイプ（Tsushima type）で構成されるハプログループTと瀬戸内海及び太平洋沿岸で多数を占めるハプロタイプ（Kuroshio type）で構成されるハプログループKの2集団があるとされているが、調査する個体数を増やす必要が指摘されている。

### 学名
サザエの学名としては、1786年に英国のジョン・ライトフットが命名した Turbo cornutus（英名Horned turban、サザエ亜属Batillus Schumacher, 1817のタイプ種）が長らく用いられていた。しかし、日本の福田宏（岡山大学）の研究によれば、ライトフットが Turbo cornutus と命名したのは、日本列島・朝鮮半島に生息する棘のあるサザエではなく、中国原産の棘のないナンカイサザエであった。
1848年に英国の貝類学者ロベル・オーガスタス・リーブは棘のないナンカイサザエと棘のあるサザエを同一の種として扱い、シーボルトが日本で採取した棘のないサザエを Turbo japonicus と命名した。しかし、この際にリーブはモーリシャス産の棘のない別種（Turbo japonicus）と混同し、Turbo japonicus はそのままモーリシャス産の種の名称として固定された。
1995年、棘のないナンカイサザエと棘のあるサザエは異なる種として識別され、棘のないナンカイサザエのほうを新種として学名 Turbo chinensis が記載された。
2017年、福田宏は、Turbo cornutus は本来棘のないナンカイサザエを指しているため Turbo chinensis は Turbo cornutus に対する重複命名（新参異名）であって無効であると指摘し、1995年に新種として記載されるべきであったのは棘のあるサザエのほうであり、今まで一度も有効な学名が与えられていない未記載種であったとした。福田は、これまで種の同定に問題があったため棘のあるサザエには有効な学名がなく、未記載種（新種）として扱われるべきとする論文を発表、サザエの学名として Turbo sazae を命名した。

## 食材

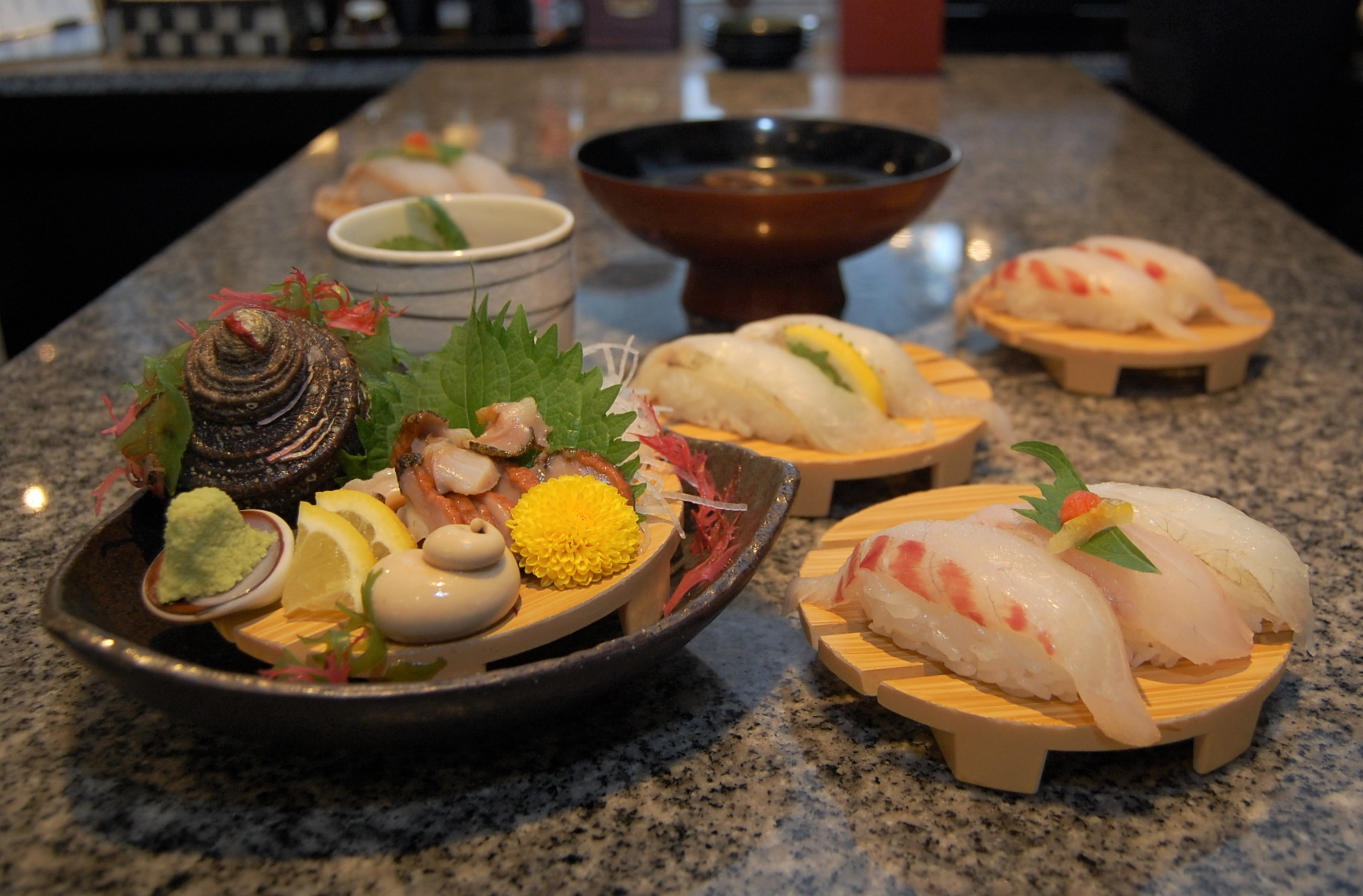
回転寿司店で提供される「活さざえの刺身」（力丸）

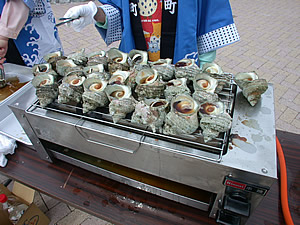
サザエの壺焼き（三重県）

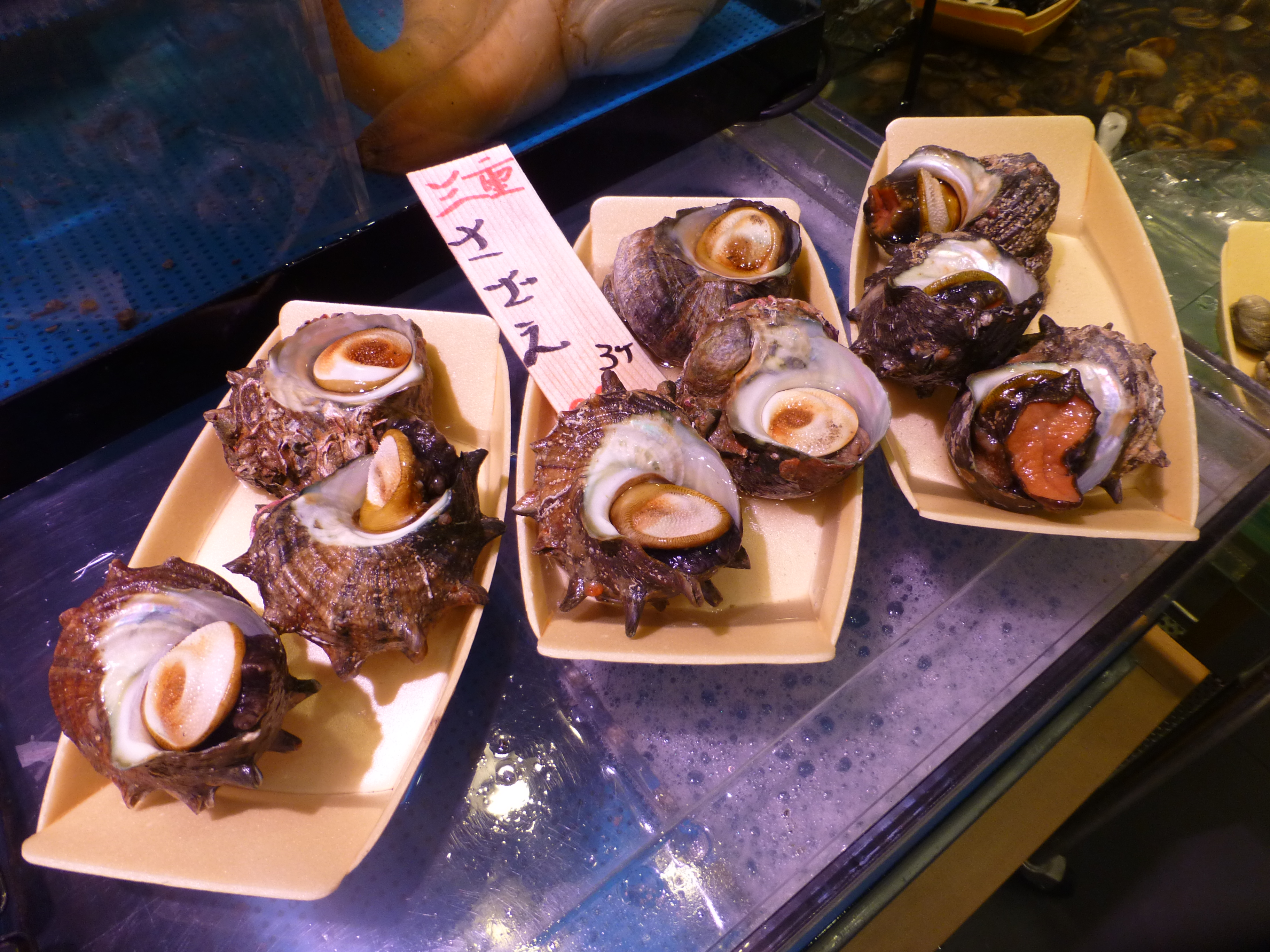
店舗で売られるサザエ（三重県産）

日本では主に刺身、壺焼きで食べるが、地方によっては寿司で食べたりサザエカレーににしたりする事もある。関西では外海の岩場に生息し、貝殻に棘（角）のあるサザエより、潮流の穏やかな瀬戸内海などで漁獲される棘のないサザエの方が身が大きくて軟らかく、美味であると評されており、価格も棘のないサザエの方が棘のあるサザエより2、3割高値で取引される傾向にある。逆に関東では見栄えが重視されるため、棘のあるサザエの方がより好まれるという。
三三栄の当て字から雛祭りに食べることがある。

### 主な栄養素
| タンパク質  | 19.4 g |
| 脂質        | 0.4 g  |
| カリウム    | 250 mg |
| 亜鉛        | 2.2 mg |
| ビタミンB12 | 1.3 µg |

## 陸揚げ漁港

### 日本
2002年3月初めから2003年4月末まで
| 水揚げ量の多い順 | 漁港                 |
| ---------------- | -------------------- |
| 第1位            | 下関漁港（山口県）   |
| 第2位            | 藍島漁港（福岡県）   |
| 第3位            | 八幡浜漁港（愛媛県） |
| 第4位            | 宮窪漁港（愛媛県）   |
| 第5位            | 佐田岬漁港（愛媛県） |

## 文化

### 語源
「さざえ」は殻を小さい家に見立てた「ささ」（小さいの意）「え（い）」（家の意）の意味であるとされる。「栄螺」は大きくなった渦巻状の貝、「拳螺」は渦巻状の拳のようであるとの意味である。

### ことわざ（日本）
夏のサザエは口ばかり「口先だけの人」の意。旬を過ぎたサザエは身が痩せてしまって、大きさの変わらない殻の口が相対的に大きく見えることから。
サザエに金平糖互いにツノを突き合せて理屈を並べて、自説を譲らない者同士を皮肉った言葉